# Televiziunea Centrală a Uniunii Sovietice
Televiziunea Centrală a Uniunii Sovietice (Центральное телевидение СССР, 	22 martie 1951 - 27 decembrie 1991) în sens larg se referă la toate televiziunile sovietice care au transmis de la Moscova; în sens restrâns se referă la direcția de programe și principalele ediții tematice ale Televiziunii de Stat și ale Radiodifuziunii de Stat din URSS, care a efectuat pregătirea programelor de televiziune.
Programul 1 al Televiziunii Centrale (Первая программа ЦТ) a fost un canal TV unional lansat la 22 martie 1951 care a fost transmis în partea europeană a RSFSR și URSS.